# Liste des évêques de Nîmes
La liste des évêques de Nîmes, puis évêques de Nîmes, Uzès et Alès (depuis 1877), recense le nom des évêques qui se sont succédé sur le siège du diocèse de Nîmes, dans la région historique du Languedoc, dans l'actuel département du Gard, en France. Nîmes est le siège de l'évêché.

Carte du diocèse de Nîmes en 1781.

## Chronologie
| Évêques de Nîmes                   | (IVe siècle-1877)                                |
| 374-407                            | 01 Saint Félix                                   |
| 506-510                            | 02 Sedatus                                       |
| vers 520                           | 03 Jean Ier                                      |
| 589                                | 04 Pélage                                        |
| 633-640                            | 05 Remessarius                                   |
| vers 650                           | 06 Jean II                                       |
| 672-675                            | 07 Aréjius                                       |
| 680                                | 08 Crocus                                        |
| 737                                | 09 Palladius                                     |
| vers 745                           | 10 Gregorius                                     |
| 784-788                            | 11 Sesnandus                                     |
| 791-798                            | 12 Vintering                                     |
| 808-850                            | 13 Christiaus                                    |
| 858-860                            | 14 Isnardus                                      |
| 867                                | 15 Anglard Ier                                   |
| 870-890                            | 16 Gilbert                                       |
| 895-905                            | 17 Anglard II                                    |
| 905-928                            | 18 Hubert                                        |
| 929-941                            | 19 Rainard                                       |
| 943                                | 20 Bernard Ier                                   |
| 943-946                            | 21 Bégon                                         |
| 947-986                            | 22 Bernard II d'Anduze                           |
| 987-1016                           | 23 Frotaire Ier                                  |
| 1016-1026                          | 24 Géraud d'Anduze                               |
| 1027-1077                          | 25 Frotaire II                                   |
| 1066-1084                          | 26 Eléfant (coadjuteur)                          |
| 1080-1090                          | 27 Pierre Ier Ermangaud                          |
| 1095-1097                          | 28 Bertrand Ier de Montredon                     |
| 1097-1112                          | 29 Raymond Ier Guillaume                         |
| 1113-1134                          | 30 Jean III                                      |
| 1134-1141                          | 31 Guillaume Ier                                 |
| 1141-1180                          | 32 Aldebert d'Uzès et de Posquières              |
| 1181-1207                          | 33 Guillaume II d'Uzès                           |
| 1207-1209                          | 34 Hugues de Lédignan                            |
| 1210                               | 35 Rodolfe                                       |
| 1212-1242                          | 36 Arnaud                                        |
| 1242-1272                          | 37 Raymond II Amauri                             |
| 1272-1280                          | 38 Pierre II Gaucelme                            |
| 1280-1324                          | 39 Bertrand II de Languissel                     |
| 1324                               | 40 Armand de Vernon                              |
| 1324                               | 41 Bernard III                                   |
| 1324-1331                          | 42 Bernard IV                                    |
| 1331-1337                          | 43 Guirald de Languissel                         |
| 1337                               | 44 Guillaume III Curti                           |
| 1337-1342                          | 45 Aimeric Girard                                |
| 1342-1348                          | 46 Bertrand III de Deaux                         |
| 1348-1361                          | 47 Jean IV de Blauzac                            |
| 1361-1362                          | 48 Paul de Deaux                                 |
| 1362                               | 49 Jacques Ier de Deaux                          |
| 1362-1367                          | 50 Gaucelme de Deaux                             |
| 1367-1372                          | 51 Jean V de Gase                                |
| 1372-1380                          | 52 Jean VI d'Uzès                                |
| 1380-1383                          | 53 Seguin d'Authon                               |
| 1383-1391                          | 54 Bernard IV de Bonneval                        |
| 1391-1393                          | 55 Pierre III Girard, administrateur             |
| 1393-1426                          | 56 Gilles de Lascours                            |
| 1420-1429                          | 57 Nicolas Habert                                |
| 1429-1438                          | 58 Léonard Delphini                              |
| 1438-1441                          | 59 Guillaume IV de Champeaux                     |
| 1441-1449                          | 60 Guillaume V d'Estouteville, administrateur    |
| 1450-1453                          | 61 Geoffroy Soreau                               |
| 1453-1458                          | 62 Alain de Coëtivy                              |
| 1460-1481                          | 63 Robert de Villequier                          |
| 1481-1482                          | 64 Étienne de Blosset                            |
| 1482-1496                          | 65 Jacques II de Caulers                         |
| 1496-1514                          | 66 Guillaume VI Briçonnet, en commende, cardinal |
| 1515-1554                          | 67 Michel Briçonnet                              |
| 1554-1561                          | 68 Claude Ier Briçonnet                          |
| 1561-1568                          | 69 Bernard VI d'Elbène                           |
| 1573-1594                          | 70 Raymond III Cavalésy                          |
| 1598-1625                          | 71 Pierre IV de Valernod                         |
| 1625-1633                          | 72 Claude II de Saint-Bonnet de Toiras           |
| 1633-1644                          | 73 Anthime Denis Cohon                           |
| 1644-1655                          | 74 Hector d'Ouvrier                              |
| 1655-1670                          | 75 Anthime Denis Cohon (2e fois)                 |
| 1671-1689                          | 76 Jean-Jacques III Séguier de La Verrière       |
| 1692-1710                          | 77 Esprit Fléchier                               |
| 1710-1736                          | 78 Jean VIII César Rousseau de La Parisière      |
| 1737-1784                          | 79 Charles-Prudent de Becdelièvre                |
| 1784-1801                          | 80 Pierre V Marie-Magdeleine Cortois de Balore   |
| 1821-1837                          | 81 Claude III Petit-Benoît de Chaffoy            |
| 1838-1855                          | 82 Jean-François-Marie Cart                      |
| 1855-1875                          | 83 Claude-Henri Plantier                         |
| 1875-1877                          | 84 Louis Besson                                  |
| Évêques de Nîmes, d'Uzès et d'Alès | (1877-…)                                         |
| 1877-1888                          | 84 Louis Besson                                  |
| 1889-1896                          | 85 Jean-Louis Antoine Alfred Gilly               |
| 1896-1921                          | 86 Félix Béguinot                                |
| 1921-1924                          | 87 Marcellin Charles Marty                       |
| 1924-1963                          | 88 Jean Girbeau                                  |
| 1963-1977                          | 89 Pierre-Marie Rougé                            |
| 1978-1999                          | 90 Jean Cadilhac                                 |
| 2001-2021                          | 91 Robert Wattebled                              |
| 2021-                              | 92 Nicolas Brouwet                               |